# The Shocker
The Shocker è l'album di debutto del rapper statunitense Silkk, pubblicato nel 1996. Il disco ottiene un buon risultato in termini di vendite.

## Tracce
1. Murder (featuring Master P & Big Ed the Assassin) – 5:04 – DJ Daryl
2. I Ain't Takin' No Shorts" – 2:56
3. I Represent – 4:55 – Craig B
4. The Shocker (featuring Master P) – 4:45 – KLC, Mo B. Dick
5. No Limit Party (featuring Master P & Mia X) – 5:38 – KLC
6. Freeloaders (featuring Mo B. Dick) – 4:33 – Craig B.
7. 1 Morning (featuring Mo B. Dick) – 1:30 – Craig B.
8. How We Mobb (featuring Master P) – 3:59 – Ken Franklin
9. It's On – 3:48 – KLC
10. Ain't Nothing – 4:18 – Mo B. Dick
11. Ghetto Tears (featuring Master P) – 3:43 – Carlos Stephens
12. Mr. – 3:50 – Carlos Stephens, KLC
13. It's Time to Ride (featuring Master P) – 3:04 – Carlos Stephens
14. If My 9 Could Talk – 3:43 – KLC
15. Commercial One (Skull Duggery) – 0:48 – Carlos Stephens
16. Got 'Em Fiending (featuring Master P) – 3:41 – Ken Franklin
17. My Car – 4:32 – Mo B. Dick
18. Ghetto 211 (featuring Master P) – 4:48 – T-Bone
19. Why My Homie (TRU) – 5:21 – Mo B. Dick

## Classifiche settimanali
| Classifica (1996)         | Posizione massima |
| ------------------------- | ----------------- |
| Stati Uniti               | 49                |
| US Top R&B/Hip-Hop Albums | 6                 |